# 2016年—2017年美國電視網節目表
2016年－2017年美國電視網節目表主要列出美國五大公共廣播電視台從2016年9月至2017年8月的黃金時段節目表，以及以電視網分類列出節目的預訂、續訂、取消及完結等情況。
全國廣播公司（NBC）將會率先在2016年5月15日公布秋季節目表，福斯廣播公司（Fox）在16日公布、美國廣播公司（ABC）在17日公布、哥倫比亞廣播公司（CBS）在18日公布，而The CW電視網則在19日最後一個公布。
公共電視網（PBS）、艾恩電視台與MyNetworkTV不包括在内；成員電視台有權利隨時移動節目表播出時間。The CW電視網周末時段沒有聯播節目。

## 圖例
淡藍色表示為非聯播時間播放本地節目。
  灰色表示重播節目。
  淺綠色表示直播體育賽事的節目。
  紫色表示電影或特別節目。
  紅色表示該節目被放在垃圾檔期以播放完剩下的内容。
  淺黄色表示為目前的節目表。

## 節目表
- 劇名加粗體表示為本季度新節目
- 所有顯示的時間都是北美東部時區以及太平洋時區（除了一些現場活動以及特別節目）。北美中部時區和北美山區時區需要根據下表時間減去一個小時。

### 星期日
| 電視網 | 電視網 | 7:00 PM           | 7:30 PM           | 8:00 PM              | 8:30 PM              | 9:00 PM             | 9:30 PM             | 10:00 PM             | 10:30 PM             |
| ------ | ------ | ----------------- | ----------------- | -------------------- | -------------------- | ------------------- | ------------------- | -------------------- | -------------------- |
| ABC    | 秋季   | 美國家庭滑稽錄像  | 美國家庭滑稽錄像  | 童話鎮               | 童話鎮               | 秘密與謊言          | 秘密與謊言          | 諜網                 | 諜網                 |
| ABC    | 冬季   | 美國家庭滑稽錄像  | 美國家庭滑稽錄像  | 說實話               | 說實話               | 說實話              | 說實話              | 定罪                 | 定罪                 |
| ABC    | 春季   | 美國家庭滑稽錄像  | 美國家庭滑稽錄像  | 童話鎮               | 童話鎮               | 穿越時兇            | 穿越時兇            | 美式懸罪             | 美式懸罪             |
| ABC    | 隨後   | 美國家庭滑稽錄像  | 美國家庭滑稽錄像  | 童話鎮               | 童話鎮               | 匹配遊戲            | 匹配遊戲            | 美式懸罪             | 美式懸罪             |
| ABC    | 夏季   | 美國家庭滑稽錄像  | 美國家庭滑稽錄像  | 豪門問一番           | 豪門問一番           | 金牌團隊            | 金牌團隊            | $100,000金字塔       | $100,000金字塔       |
| CBS    | 秋季   | 60分鐘            | 60分鐘            | 重返犯罪現場：洛杉磯 | 重返犯罪現場：洛杉磯 | 國務卿女士          | 國務卿女士          | 基本演繹法           | 基本演繹法           |
| CBS    | 夏季   | 60分鐘            | 60分鐘            | 重返犯罪現場：洛杉磯 | 重返犯罪現場：洛杉磯 | 國務卿女士          | 國務卿女士          | 基本演繹法           | 基本演繹法           |
| CBS    | 隨後   | 60分鐘            | 60分鐘            | 老大哥               | 老大哥               | Candy Crush         | Candy Crush         | 重返犯罪現場：洛杉磯 | 重返犯罪現場：洛杉磯 |
| FOX    | 秋季   | NFL on Fox        | The OT            | 辛普森家庭           | 佐恩之子             | 蓋酷家庭            | 最後一個男人        | 當地節目             | 當地節目             |
| FOX    | 秋季   | 動畫重播          | 開心漢堡店        | 辛普森家庭           | 佐恩之子             | 蓋酷家庭            | 最後一個男人        | 當地節目             | 當地節目             |
| FOX    | 冬季   | NFL on Fox        | The OT            | 辛普森家庭           | 佐恩之子             | 蓋酷家庭            | 開心漢堡店          | 當地節目             | 當地節目             |
| FOX    | 冬季   | 動畫重播          |                   | 辛普森家庭           | 佐恩之子             | 蓋酷家庭            | 開心漢堡店          | 當地節目             | 當地節目             |
| FOX    | 春季   | 動畫重播          | 開心漢堡店        | 辛普森家庭           | 創造歷史             | 蓋酷家庭            | 最後一個男人        | 當地節目             | 當地節目             |
| FOX    | 夏季   | 開心漢堡店        | 最後一個男人      | 辛普森家庭           | 蓋酷家庭             | 美國勇士            | 美國勇士            | 當地節目             | 當地節目             |
| NBC    | 秋季   | 美國橄欖球之夜    | 美國橄欖球之夜    | 美國橄欖球之夜       | NBC星期天橄欖球之夜  | NBC星期天橄欖球之夜 | NBC星期天橄欖球之夜 | NBC星期天橄欖球之夜  | NBC星期天橄欖球之夜  |
| NBC    | 冬季   | 日界線            | 日界線            | 重播節目             | 重播節目             | 重播節目            | 重播節目            | 重播節目             | 重播節目             |
| NBC    | 春季   | 小小達人秀        | 小小達人秀        | 小小達人秀           | 小小達人秀           | 芝加哥正義          | 芝加哥正義          | 警魂                 | 警魂                 |
| NBC    | 夏季   | 梅根·凱利的周日夜 | 梅根·凱利的周日夜 | 獎金之牆             | 獎金之牆             | 美國忍者王          | 美國忍者王          | 美國忍者王           | 美國忍者王           |

### 星期一
| 電視網 | 電視網 | 8:00 PM            | 8:30 PM            | 9:00 PM            | 9:30 PM            | 10:00 PM           | 10:30 PM           |
| ------ | ------ | ------------------ | ------------------ | ------------------ | ------------------ | ------------------ | ------------------ |
| ABC    | 秋季   | 與星共舞           | 與星共舞           | 與星共舞           | 與星共舞           | 重播節目           | 重播節目           |
| ABC    | 隨後   | 與星共舞           | 與星共舞           | 與星共舞           | 與星共舞           | 定罪               | 定罪               |
| ABC    | 晚秋   | 聖誕裝飾大戰       | 聖誕裝飾大戰       | 聖誕裝飾大戰       | 聖誕裝飾大戰       | 大美烘培秀         | 大美烘培秀         |
| ABC    | 冬季   | 鑽石求千金         | 鑽石求千金         | 鑽石求千金         | 鑽石求千金         | 大粉絲             | 大粉絲             |
| ABC    | 隨後   | 鑽石求千金         | 鑽石求千金         | 鑽石求千金         | 鑽石求千金         | 諜網               | 諜網               |
| ABC    | 春季   | 與星共舞           | 與星共舞           | 與星共舞           | 與星共舞           | 諜網               | 諜網               |
| ABC    | 晚春   | 千金求鑽石         | 千金求鑽石         | 千金求鑽石         | 千金求鑽石         | 跨愛               | 跨愛               |
| ABC    | 夏季   | 千金求鑽石         | 千金求鑽石         | 千金求鑽石         | 千金求鑽石         | 豪門問一番         | 豪門問一番         |
| ABC    | 季中   | 千金求鑽石         | 千金求鑽石         | 千金求鑽石         | 千金求鑽石         | 說實話             | 說實話             |
| ABC    | 隨後   | 鑽石求千金之天堂版 | 鑽石求千金之天堂版 | 鑽石求千金之天堂版 | 鑽石求千金之天堂版 | 說實話             | 說實話             |
| CBS    | 秋季   | 生活大爆炸         | 退休警察煩事多     | 破產姐妹           | 單身公寓           | 天蠍               | 天蠍               |
| CBS    | 隨後   | 退休警察煩事多     | 一家之主           | 破產姐妹           | 單身公寓           | 天蠍               | 天蠍               |
| CBS    | 冬季   | 退休警察煩事多     | 一家之主           | 非常甜圈日記       | 破產姐妹           | 天蠍               | 天蠍               |
| CBS    | 春季   | 退休警察煩事多     | 一家之主           | 非常甜圈日記       | 室內奇兵           | 天蠍               | 天蠍               |
| CBS    | 夏季   | 退休警察煩事多     | 一家之主           | 非常甜圈日記       | 破產姐妹           | 天蠍               | 天蠍               |
| The CW | 秋季   | 女超人             | 女超人             | 貞愛好孕到         | 貞愛好孕到         | 當地節目           | 當地節目           |
| The CW | 夏季   | 女超人             | 女超人             | 對台詞             | 對台詞             | 當地節目           | 當地節目           |
| The CW | 隨後   | 女超人             | 女超人             | 胡頓與女爵大冒險   | 胡頓與女爵大冒險   | 當地節目           | 當地節目           |
| FOX    | 秋季   | 高譚               | 高譚               | 路西法             | 路西法             | 當地節目           | 當地節目           |
| FOX    | 冬季   | 24反恐任務：傳承   | 24反恐任務：傳承   | APB全面通緝        | APB全面通緝        | 當地節目           | 當地節目           |
| FOX    | 春季   | 高譚               | 高譚               | 路西法             | 路西法             | 當地節目           | 當地節目           |
| FOX    | 夏季   | 舞林爭霸           | 舞林爭霸           | 凡人絕技           | 凡人絕技           | 當地節目           | 當地節目           |
| FOX    | 隨後   | 舞林爭霸           | 舞林爭霸           | 舞林爭霸           | 舞林爭霸           | 當地節目           | 當地節目           |
| NBC    | 秋季   | 美國之聲           | 美國之聲           | 美國之聲           | 美國之聲           | 時空守衛           | 時空守衛           |
| NBC    | 冬季   | 新飛黃騰達         | 新飛黃騰達         | 新飛黃騰達         | 新飛黃騰達         | 時空守衛           | 時空守衛           |
| NBC    | 春季   | 美國之聲           | 美國之聲           | 美國之聲           | 美國之聲           | 即刻救援           | 即刻救援           |
| NBC    | 夏季   | 美國忍者王         | 美國忍者王         | 美國忍者王         | 美國忍者王         | 斯巴達終極團隊挑戰 | 斯巴達終極團隊挑戰 |
| NBC    | 隨後   | 美國忍者王         | 美國忍者王         | 美國忍者王         | 美國忍者王         | 午夜德州           | 午夜德州           |

### 星期二
| 電視網 | 電視網 | 8:00 PM            | 8:30 PM            | 9:00 PM            | 9:30 PM            | 10:00 PM               | 10:30 PM               |
| ------ | ------ | ------------------ | ------------------ | ------------------ | ------------------ | ---------------------- | ---------------------- |
| ABC    | 秋季   | 與星共舞           | 與星共舞           | 與星共舞           | 與星共舞           | 神盾局特工             | 神盾局特工             |
| ABC    | 隨後   | 左右不逢源         | 美國主婦           | 菜鳥新移民         | 不完美家庭         | 神盾局特工             | 神盾局特工             |
| ABC    | 春季   | 左右不逢源         | 美國主婦           | 菜鳥新移民         | 不完美家庭         | 人物雜誌之星           | 人物雜誌之星           |
| ABC    | 隨後   | 左右不逢源         | 美國主婦           | 菜鳥新移民         | 幻想瑪莉           | 神盾局特工             | 神盾局特工             |
| ABC    | 晚春   | 狗狗的心聲         | 左右不逢源         | 黑人當道           | 黑人當道           | 美國主婦               | 左右不逢源             |
| ABC    | 夏季   | 左右不逢源         | 菜鳥新移民         | 黑人當道           | 黑人當道           | 那時那刻               | 那時那刻               |
| ABC    | 隨後   | 鑽石求千金之天堂版 | 鑽石求千金之天堂版 | 鑽石求千金之天堂版 | 鑽石求千金之天堂版 | 那時那刻               | 那時那刻               |
| CBS    | 秋季   | 重返犯罪現場       | 重返犯罪現場       | 律政狂牛           | 律政狂牛           | 重返犯罪現場：新奧爾良 | 重返犯罪現場：新奧爾良 |
| CBS    | 晚春   | 重返犯罪現場       | 重返犯罪現場       | 律政狂牛           | 律政狂牛           | 48小時：海軍犯罪調查局 | 48小時：海軍犯罪調查局 |
| CBS    | 夏季   | 重返犯罪現場       | 重返犯罪現場       | 律政狂牛           | 律政狂牛           | 重返犯罪現場：新奧爾良 | 重返犯罪現場：新奧爾良 |
| The CW | 秋季   | 閃電俠             | 閃電俠             | 愛得及時           | 愛得及時           | 當地節目               | 當地節目               |
| The CW | 冬季   | 閃電俠             | 閃電俠             | 明日傳奇           | 明日傳奇           | 當地節目               | 當地節目               |
| The CW | 春季   | 閃電俠             | 閃電俠             | 我是殭屍           | 我是殭屍           | 當地節目               | 當地節目               |
| The CW | 晚春   | 閃電俠             | 閃電俠             | 我是殭屍           | 我是殭屍           | 當地節目               | 當地節目               |
| FOX    | 秋季   | 荒唐分局           | 俏妞報到           | 尖叫女王           | 尖叫女王           | 當地節目               | 當地節目               |
| FOX    | 冬季   | 俏妞報到           | 冏女大翻身         | 識骨尋蹤           | 識骨尋蹤           | 當地節目               | 當地節目               |
| FOX    | 春季   | 荒唐分局           | 冏女大翻身         | 越獄               | 越獄               | 當地節目               | 當地節目               |
| FOX    | 晚春   | 荒唐分局           | 荒唐分局           | 越獄               | 越獄               | 當地節目               | 當地節目               |
| FOX    | 夏季   | 致命武器           | 致命武器           | 冏女大翻身         | 荒唐分局           | 當地節目               | 當地節目               |
| NBC    | 秋季   | 美國之聲           | 美國之聲           | 美國之聲           | 美國之聲           | 這就是我們             | 這就是我們             |
| NBC    | 隨後   | 美國之聲           | 美國之聲           | 這就是我們         | 這就是我們         | 芝加哥烈焰             | 芝加哥烈焰             |
| NBC    | 隨後   | 獎金之牆           | 獎金之牆           | 這就是我們         | 這就是我們         | 芝加哥烈焰             | 芝加哥烈焰             |
| NBC    | 晚冬   | 美國之聲           | 美國之聲           | 這就是我們         | 這就是我們         | 芝加哥烈焰             | 芝加哥烈焰             |
| NBC    | 春季   | 美國之聲           | 美國之聲           | 錯亂審判           | 錯亂審判           | 芝加哥烈焰             | 芝加哥烈焰             |
| NBC    | 隨後   | 美國之聲           | 美國之聲           | 老媽實習生         | 老媽實習生         | 芝加哥烈焰             | 芝加哥烈焰             |
| NBC    | 晚春   | 美國達人           | 美國達人           | 美國達人           | 美國達人           | 舞蹈世界               | 舞蹈世界               |
| NBC    | 夏季   | 美國達人           | 美國達人           | 美國達人           | 美國達人           | 好萊塢遊戲夜           | 好萊塢遊戲夜           |

### 星期三
| 電視網 | 電視網 | 8:00 PM                 | 8:30 PM                 | 9:00 PM                | 9:30 PM                | 10:00 PM               | 10:30 PM               |
| ------ | ------ | ----------------------- | ----------------------- | ---------------------- | ---------------------- | ---------------------- | ---------------------- |
| ABC    | 秋季   | 金色年代                | 無言有愛                | 摩登家庭               | 黑人當道               | 指定倖存者             | 指定倖存者             |
| ABC    | 冬季   | 金色年代                | 無言有愛                | 摩登家庭               | 黑人當道               | 匹配遊戲               | 匹配遊戲               |
| ABC    | 春季   | 金色年代                | 無言有愛                | 摩登家庭               | 黑人當道               | 指定倖存者             | 指定倖存者             |
| ABC    | 夏季   | 金色年代                | 無言有愛                | 摩登家庭               | 美國主婦               | 說實話                 | 說實話                 |
| CBS    | 秋季   | 倖存者：Y世代 vs. X世代 | 倖存者：Y世代 vs. X世代 | 犯罪心理               | 犯罪心理               | 黑色代碼               | 黑色代碼               |
| CBS    | 冬季   | 臥底老闆                | 臥底老闆                | 犯罪心理               | 犯罪心理               | 黑色代碼               | 黑色代碼               |
| CBS    | 隨後   | 潛行追蹤                | 潛行追蹤                | 犯罪心理               | 犯罪心理               | 律政疑情               | 律政疑情               |
| CBS    | 春季   | 倖存者：遊戲改變者      | 倖存者：遊戲改變者      | 犯罪心理               | 犯罪心理               | 犯罪心理：跨國救援     | 犯罪心理：跨國救援     |
| CBS    | 夏季   | 重返犯罪現場：洛杉磯    | 重返犯罪現場：洛杉磯    | 犯罪心理               | 犯罪心理               | 犯罪心理：跨國救援     | 犯罪心理：跨國救援     |
| CBS    | 隨後   | 老大哥                  | 老大哥                  | 救世                   | 救世                   | 犯罪心理               | 犯罪心理               |
| The CW | 秋季   | 綠箭俠                  | 綠箭俠                  | 黑洞頻率               | 黑洞頻率               | 當地節目               | 當地節目               |
| The CW | 冬季   | 綠箭俠                  | 綠箭俠                  | 地球百子               | 地球百子               | 當地節目               | 當地節目               |
| The CW | 夏季   | 綠箭俠                  | 綠箭俠                  | 明日傳奇               | 明日傳奇               | 當地節目               | 當地節目               |
| FOX    | 秋季   | 致命武器                | 致命武器                | 嘻哈帝國               | 嘻哈帝國               | 當地節目               | 當地節目               |
| FOX    | 冬季   | 致命武器                | 致命武器                | 星途                   | 星途                   | 當地節目               | 當地節目               |
| FOX    | 春季   | 導火一槍                | 導火一槍                | 嘻哈帝國               | 嘻哈帝國               | 當地節目               | 當地節目               |
| FOX    | 夏季   | 我要做廚神              | 我要做廚神              | 星廚相會美國版         | 星廚相會美國版         | 當地節目               | 當地節目               |
| NBC    | 秋季   | 盲點                    | 盲點                    | 法律與秩序：特殊受害者 | 法律與秩序：特殊受害者 | 芝加哥警署             | 芝加哥警署             |
| NBC    | 夏季   | 小小達人秀              | 小小達人秀              | 卡米高一家             | 爆笑超市               | 這就是我們             | 這就是我們             |
| NBC    | 隨後   | 小小達人秀：熟齡版      | 小小達人秀：熟齡版      | 卡米高一家             | 爆笑超市               | 這就是我們             | 這就是我們             |
| NBC    | 晚夏   | 美國達人                | 美國達人                | 稚氣爸爸               | 稚氣爸爸               | 法律與秩序：特殊受害者 | 法律與秩序：特殊受害者 |

### 星期四
| 電視網 | 電視網 | 8:00 PM                | 8:30 PM                | 9:00 PM                  | 9:30 PM          | 10:00 PM       | 10:30 PM       |
| ------ | ------ | ---------------------- | ---------------------- | ------------------------ | ---------------- | -------------- | -------------- |
| ABC    | 秋季   | 實習醫生               | 實習醫生               | 頭條製作人               | 頭條製作人       | 逍遙法外       | 逍遙法外       |
| ABC    | 冬季   | 佳節特別節目           | 佳節特別節目           | 大美烘培秀               | 大美烘培秀       | 大美烘培秀     | 大美烘培秀     |
| ABC    | 隨後   | 實習醫生               | 實習醫生               | 醜聞                     | 醜聞             | 逍遙法外       | 逍遙法外       |
| ABC    | 春季   | 實習醫生               | 實習醫生               | 醜聞                     | 醜聞             | 致命誘惑       | 致命誘惑       |
| ABC    | 夏季   | 實習醫生               | 實習醫生               | 醜聞                     | 醜聞             | 致命誘惑       | 致命誘惑       |
| ABC    | 隨後   | 男子團體               | 男子團體               | 電視網之星之戰           | 電視網之星之戰   | 銅鑼秀         | 銅鑼秀         |
| CBS    | 秋季   | NFL週四夜間開球        | 週四橄欖球之夜         | 週四橄欖球之夜           | 週四橄欖球之夜   | 週四橄欖球之夜 | 週四橄欖球之夜 |
| CBS    | 隨後   | 生活大爆炸             | 室內奇兵               | 極品老媽                 | 生活點滴         | 天才仁心       | 天才仁心       |
| CBS    | 晚冬   | 生活大爆炸             | 室內奇兵               | 極品老媽                 | 生活點滴         | 震撼教育       | 震撼教育       |
| CBS    | 春季   | 生活大爆炸             | 室內奇兵               | 極品老媽                 | 生活點滴         | 極速前進       | 極速前進       |
| CBS    | 隨後   | 生活大爆炸             | 生活大爆炸             | 極品老媽                 | 生活點滴         | 極速前進       | 極速前進       |
| CBS    | 夏季   | 生活大爆炸             | 非常甜圈日記           | 極品老媽                 | 生活點滴         | 律政狂牛       | 律政狂牛       |
| CBS    | 隨後   | 生活大爆炸             | 極品老媽               | 老大哥                   | 老大哥           | 困獸之地       | 困獸之地       |
| The CW | 秋季   | 明日傳奇               | 明日傳奇               | 邪惡力量                 | 邪惡力量         | 當地節目       | 當地節目       |
| The CW | 冬季   | 邪惡力量               | 邪惡力量               | 河谷鎮                   | 河谷鎮           | 當地節目       | 當地節目       |
| The CW | 夏季   | 邪惡力量               | 邪惡力量               | 邪惡力量                 | 邪惡力量         | 當地節目       | 當地節目       |
| The CW | 隨後   | 潘恩與泰勒：魔術大比拼 | 潘恩與泰勒：魔術大比拼 | 胡頓與女爵大冒險         | 胡頓與女爵大冒險 | 當地節目       | 當地節目       |
| FOX    | 秋季   | 羅斯伍德               | 羅斯伍德               | 擲出青春                 | 擲出青春         | 當地節目       | 當地節目       |
| FOX    | 冬季   | 地獄廚房               | 地獄廚房               | 我的廚房我做主           | 我的廚房我做主   | 當地節目       | 當地節目       |
| FOX    | 隨後   | 小小廚神               | 小小廚神               | 我的廚房我做主           | 我的廚房我做主   | 當地節目       | 當地節目       |
| FOX    | 春季   | 小小廚神               | 小小廚神               | 叢林求生戰               | 叢林求生戰       | 當地節目       | 當地節目       |
| FOX    | 晚春   | 小小廚神               | 小小廚神               | 喜劇節目重播             | 喜劇節目重播     | 當地節目       | 當地節目       |
| FOX    | 夏季   | 好歌猜猜看             | 好歌猜猜看             | 戀愛連線                 | 戀愛連線         | 當地節目       | 當地節目       |
| NBC    | 秋季   | 爆笑超市               | 良善之地               | 芝加哥醫情               | 芝加哥醫情       | 黑名單         | 黑名單         |
| NBC    | 晚秋   | 橄欖球之夜             | 週四橄欖球之夜         | 週四橄欖球之夜           | 週四橄欖球之夜   | 週四橄欖球之夜 | 週四橄欖球之夜 |
| NBC    | 冬季   | 爆笑超市               | 良善之地               | 芝加哥醫情               | 芝加哥醫情       | 黑名單         | 黑名單         |
| NBC    | 晚冬   | 爆笑超市               | 無能為力               | 芝加哥醫情               | 芝加哥醫情       | 黑名單：贖罪   | 黑名單：贖罪   |
| NBC    | 晚春   | 爆笑超市               | 爆笑超市               | 芝加哥醫情               | 芝加哥醫情       | 黑名單         | 黑名單         |
| NBC    | 夏季   | 重播節目               | 重播節目               | 重播節目                 | 重播節目         | 重播節目       | 重播節目       |
| NBC    | 隨後   | 好萊塢遊戲夜           | 好萊塢遊戲夜           | 獎金之牆                 | 獎金之牆         | 夜班醫生       | 夜班醫生       |
| NBC    | 夏末   | 獎金之牆               | 獎金之牆               | 週六夜現場週末更新週四檔 | 老媽實習生       | 夜班醫生       | 夜班醫生       |

### 星期五
| 電視網 | 電視網 | 8:00 PM        | 8:30 PM        | 9:00 PM                | 9:30 PM                | 10:00 PM | 10:30 PM |
| ------ | ------ | -------------- | -------------- | ---------------------- | ---------------------- | -------- | -------- |
| ABC    | 秋季   | 最後的男人     | 肯醫師煩事多   | 創智贏家               | 創智贏家               | 20/20    | 20/20    |
| ABC    | 春季   | 玩具盒         | 玩具盒         | 創智贏家               | 創智贏家               | 20/20    | 20/20    |
| ABC    | 夏季   | 創智贏家       | 創智贏家       | 你会怎么做？           | 你会怎么做？           | 20/20    | 20/20    |
| CBS    | 秋季   | 馬蓋先         | 馬蓋先         | 天堂執法者             | 天堂執法者             | 警察世家 | 警察世家 |
| CBS    | 春季   | 臥底老闆       | 臥底老闆       | 天堂執法者             | 天堂執法者             | 警察世家 | 警察世家 |
| CBS    | 夏季   | 馬蓋先         | 馬蓋先         | 天堂執法者             | 天堂執法者             | 警察世家 | 警察世家 |
| The CW | 秋季   | 吸血鬼日記     | 吸血鬼日記     | 瘋狂前女友             | 瘋狂前女友             | 當地節目 | 當地節目 |
| The CW | 晚冬   | 吸血鬼日記     | 吸血鬼日記     | 風中的女王             |                        | 當地節目 | 當地節目 |
| The CW | 春季   | 始祖家族       |                | 風中的女王             |                        | 當地節目 | 當地節目 |
| The CW | 夏季   | 魔幻大師       | 魔幻大師       | 潘恩與泰勒：魔術大比拼 | 潘恩與泰勒：魔術大比拼 | 當地節目 | 當地節目 |
| FOX    | 秋季   | 地獄廚房       | 地獄廚房       | 大法師                 | 大法師                 | 當地節目 | 當地節目 |
| FOX    | 冬季   | 羅斯伍德       | 羅斯伍德       | 沉睡谷                 | 沉睡谷                 | 當地節目 | 當地節目 |
| FOX    | 春季   | 羅斯伍德       | 羅斯伍德       | 身在陪審團             | 身在陪審團             | 當地節目 | 當地節目 |
| FOX    | 隨後   | 路西法         | 路西法         | 致命武器               | 致命武器               | 當地節目 | 當地節目 |
| FOX    | 夏季   | 我要做廚神     | 我要做廚神     | 路西法                 | 路西法                 | 當地節目 | 當地節目 |
| NBC    | 秋季   | 重播節目       | 重播節目       | 日界線                 | 日界線                 | 日界線   | 日界線   |
| NBC    | 隨後   | 奇聞妙事全記錄 | 奇聞妙事全記錄 | 日界線                 | 日界線                 | 日界線   | 日界線   |
| NBC    | 冬季   | 格林           | 格林           | 翡翠城                 | 翡翠城                 | 日界線   | 日界線   |
| NBC    | 隨後   | 格林           | 格林           | 日界線                 | 日界線                 | 日界線   | 日界線   |
| NBC    | 春季   | 初見鍾情       | 初見鍾情       | 日界線                 | 日界線                 | 日界線   | 日界線   |
| NBC    | 夏季   | 美國達人       | 美國達人       | 美國達人               | 美國達人               | 日界線   | 日界線   |

### 星期六
| 電視網 | 電視網 | 8:00 PM          | 8:30 PM                  | 9:00 PM                  | 9:30 PM                  | 10:00 PM                 | 10:30 PM                 |
| ------ | ------ | ---------------- | ------------------------ | ------------------------ | ------------------------ | ------------------------ | ------------------------ |
| ABC    | 秋季   | 週六橄欖球之夜   | 週六橄欖球之夜           | 週六橄欖球之夜           | 週六橄欖球之夜           | 週六橄欖球之夜           | 週六橄欖球之夜           |
| ABC    | 隨後   | ABC週六電影夜    | ABC週六電影夜            | ABC週六電影夜            | ABC週六電影夜            | ABC週六電影夜            | ABC週六電影夜            |
| ABC    | 冬季   | NBA Countdown    | NBA週六賽黃金時段 on ABC | NBA週六賽黃金時段 on ABC | NBA週六賽黃金時段 on ABC | NBA週六賽黃金時段 on ABC | NBA週六賽黃金時段 on ABC |
| ABC    | 夏季   | 說實話           | 說實話                   | 在這瞬間                 | 在這瞬間                 | 在這瞬間                 | 在這瞬間                 |
| ABC    | 隨後   | 說實話           | 說實話                   | 在這瞬間                 | 在這瞬間                 | 跨愛                     | 跨愛                     |
| CBS    | 秋季   | 週六犯罪檔       | 週六犯罪檔               | 週六犯罪檔               | 週六犯罪檔               | 48小时                   | 48小时                   |
| CBS    | 冬季   | 救贖談判         | 救贖談判                 | 週六犯罪檔               | 週六犯罪檔               | 48小时                   | 48小时                   |
| CBS    | 春季   | 救贖談判         | 救贖談判                 | 震撼教育                 | 震撼教育                 | 48小时                   | 48小时                   |
| CBS    | 隨後   | 週六犯罪檔       | 週六犯罪檔               | 震撼教育                 | 震撼教育                 | 48小时                   | 48小时                   |
| CBS    | 夏季   | 週六犯罪檔       | 週六犯罪檔               | 週六犯罪檔               | 週六犯罪檔               | 48小时                   | 48小时                   |
| CBS    | 隨後   | 律政疑情         | 律政疑情                 | 律政疑情                 | 律政疑情                 | 48小时                   | 48小时                   |
| FOX    | 秋季   | FOX橄欖球學院戰  | FOX橄欖球學院戰          | FOX橄欖球學院戰          | FOX橄欖球學院戰          | FOX橄欖球學院戰          | FOX橄欖球學院戰          |
| FOX    | 冬季   | 重播節目         | 重播節目                 | 重播節目                 | 重播節目                 | 當地節目                 | 當地節目                 |
| FOX    | 夏季   | 美國棒球夜       | 美國棒球夜               | 美國棒球夜               | 美國棒球夜               | 美國棒球夜               | 美國棒球夜               |
| NBC    | 秋季   | 日界線週六神秘夜 | 日界線週六神秘夜         | 日界線週六神秘夜         | 日界線週六神秘夜         | 周六夜現場之復古風       | 周六夜現場之復古風       |
| NBC    | 春季   | 重播節目         | 重播節目                 | 重播節目                 | 重播節目                 | 周六夜現場之復古風       | 周六夜現場之復古風       |
| NBC    | 夏季   | 小小達人秀       | 小小達人秀               | 日界線週六神秘夜         | 日界線週六神秘夜         | 日界線週六神秘夜         | 日界線週六神秘夜         |

## 以電視網分類

### ABC
| 回歸節目 - 20/20 - $100,000金字塔 - 神盾局特工 - 美國家庭滑稽錄像 - 美式懸罪 - 鑽石求千金 - 鑽石求千金之天堂版 - 千金求鑽石 - 電視網之星之戰 - 黑人當道 - 致命誘惑 - 豪門問一番 - 與星共舞 - 肯醫師煩事多 - 菜鳥新移民 - 金色年代 - 銅鑼秀（轉從NBC） - 大美烘培秀 - 聖誕裝飾大戰 - 實習醫生 - 逍遙法外 - 在這瞬間 - 最後的男人 - 匹配遊戲 - 左右不逢源 - 摩登家庭 - 童話鎮 - 你会怎么做？ - 諜網 - 不完美家庭 - 醜聞 - 秘密與謊言 - 創智贏家 - 說實話 | 新節目 - 美國主婦 - 大粉絲 - 男子團體 - 定罪 - 指定倖存者 - 狗狗的心聲 - 幻想瑪莉 - 頭條製作人 - 人物雜誌之星 - 那時那刻 - 無言有愛 - 金牌團隊 - 跨愛 - 穿越時兇 - 玩具盒 - 當我們崛起時 | 2015–16季度不再回歸節目 - 卡特探員 - 石油世家 - 靈書妙探 - 陌生血親 - 遊俠笑傳 - 布偶總動員 - 音樂之鄉（轉往CMT） - 王與先知 - 叔叔當家 - 墮落都市 |

### CBS
| 回歸節目 - 破產姐妹 - 48小时 - 60分鐘 - 極速前進 - 生活大爆炸 - 老大哥 - 警察世家 - 黑色代碼 - 犯罪心理 - 犯罪心理：跨國救援 - 基本演繹法 - 天堂執法者 - 生活點滴 - 國務卿女士 - 極品老媽 - 重返犯罪現場 - 重返犯罪現場：洛杉磯 - 重返犯罪現場：新奧爾良 - 單身公寓 - 天蠍 - 倖存者 - 週四橄欖球之夜（與NBC） - 臥底老闆 - 困獸之地 | 新節目 - 律政狂牛 - Candy Crush - 律政疑情 - 室內奇兵 - 潛行追蹤 - 退休警察煩事多 - 馬蓋先 - 一家之主 - 天才仁心 - 救贖談判 - 救世 - 非常甜圈日記 - 震撼教育 | 2015–16季度不再回歸節目 - 美國哥德式 - 地獄天使 - 吃腦外星人 - CSI犯罪現場 - CSI犯罪現場：網路犯罪 - 「法」妻 - 藥命效應 - 邁克和茉莉 - 疑犯追蹤 - 尖峰時刻 - 女超人（轉往The CW） |

### The CW
| 回歸節目 - 地球百子 - 綠箭俠 - 瘋狂前女友 - 閃電俠 - 我是殭屍 - 貞愛好孕到 - 明日傳奇 - 魔幻大師 - 始祖家族 - 潘恩與泰勒：魔術大比拼 - 風中的女王 - 女超人（轉從CBS） - 邪惡力量 - 吸血鬼日記 - 對台詞 | 新節目 - 黑洞頻率 - 胡頓與女爵大冒險 - 愛得及時 - 河谷鎮 - 泰瑞·克魯斯救聖誕 | 2015–16季度不再回歸節目 - 全美超級模特兒新秀大賽（轉往VH1） - 俠膽雄獅 - 隔離危城 |

### Fox
| 回歸節目 - 美國勇士 - 開心漢堡店 - 識骨尋蹤 - 荒唐分局 - 嘻哈帝國 - FOX橄欖球學院戰 - 高譚 - 地獄廚房 - 蓋酷家庭 - 最後一個男人 - 戀愛連線（轉從廣播聯賣） - 路西法 - 我要做廚神 - 小小廚神 - 俏妞報到 - 越獄 - 羅斯伍德 - 尖叫女王 - 辛普森家庭 - 沉睡谷 - 舞林爭霸 | 新節目 - 24反恐任務：傳承 - APB全面通緝 - 好歌猜猜看 - 大法師 - 星廚相會美國版 - 叢林求生戰 - 致命武器 - 創造歷史 - 冏女大翻身 - 我的廚房我做主 - 擲出青春 - 導火一槍 - 佐恩之子 - 星途 - 凡人絕技 - 身在陪審團（轉從NBC） | 2015–16季度不再回歸節目 - 美國偶像 - 邊境城鎮 - 庫柏的生存指南 - 成双成对 - 型男阿公 - 真假律師 - 胡迪尼與道爾 - 關鍵報告 - 重生使者 |

### NBC
| 回歸節目 - 美國忍者王 - 美國達人 - 黑名單 - 盲點 - 卡米高一家 - 奇聞妙事全記錄 - 芝加哥烈焰 - 芝加哥醫情 - 芝加哥警署 - 日界線 - 美國橄欖球之夜 - 格林 - 好萊塢遊戲夜 - 法律與秩序：特殊受害者 - 小小達人秀 - NBC星期天橄欖球之夜 - 夜班醫生 - 週六夜現場週末更新週四檔 - 警魂 - 斯巴達終極團隊挑戰 - 爆笑超市 - 週四橄欖球之夜（與CBS） - 美國之聲 | 新節目 - 黑名單：贖罪 - 芝加哥正義 - 翡翠城 - 初見鍾情 - 良善之地 - 老媽實習生 - 小小達人秀：熟齡版 - 稚氣爸爸 - 午夜德州 - 新飛黃騰達 - 無能為力 - 梅根·凱利的周日夜 - 即刻救援 - 這就是我們 - 時空守衛 - 錯亂審判 - 獎金之牆 - 舞蹈世界 | 2015–16季度不再回歸節目 - 水瓶宮 - 大娛樂家 - 全家擠一塊 - 沉默遊戲 - 心跳 - 英雄重生 - 蘿拉的秘密 - 搏命玩家 - 肥皂劇人生 - 實話實說 - 約會殺手 - 你、我與世界末日 |

## 續訂與取消

### 訂單變更

#### ABC
- 美國主婦（英语：American Housewife (2016 TV series)）—2016年11月4日，宣布追加預訂9集至全季集數22集。[2] 12月13日，宣布追加預訂1集集數至23集。[3]
- 黑人當道—2016年12月13日，宣布追加預訂2集集數至24集。[3]
- 指定倖存者—2016年9月29日，宣布追加預訂9集至全季集數22集。[4]
- 菜鳥新移民—2016年12月13日，宣布追加預訂1集集數至23集。[3]
- 金色年代（英语：The Goldbergs (2013 TV series)）—2016年12月13日，宣布追加預訂2集集數至24集。[3]
- 幻想瑪莉（英语：Imaginary Mary）—2016年9月28日，宣布因動畫後製時間長而從原本預訂的13集集數縮減4集至9集。[5]
- 左右不逢源—2016年12月13日，宣布追加預訂1集集數至23集。[3]
- 頭條製作人（英语：Notorious (2016 TV series)）—2016年10月25日，宣布自原預訂13集集數縮減至10集。[6]
- 不完美家庭—2016年11月4日，宣布追加預訂3集集數至16集。[2]
- 無言有愛（英语：Speechless (TV series)）—2016年9月29日，宣布追加預訂9集至全季集數22集。[4] 12月13日，宣布追加預訂1集集數至23集。[3]

#### CBS
- 律政狂牛—2016年10月17日，宣布追加預訂9集至全季集數22集。[7]
- 黑色代碼—2016年11月14日，宣布追加3集集數至16集。[8]
- 基本演繹法—2016年11月17日，宣布追加2集集數至24集。[9]
- 室內奇兵（英语：The Great Indoors (TV series)）—2016年11月14日，宣布追加6集至全季集數19集。[8] 2017年1月6日，宣布再追加3集至常規全季集數22集。[10]
- 退休警察煩事多（英语：Kevin Can Wait）—2016年10月17日，宣布追加預訂9集至全季集數22集。[7] 2017年1月6日，宣布再追加2集至24集。[10]
- 馬蓋先—2016年10月17日，宣布追加預訂9集至全季集數22集。[7]
- 一家之主—2016年11月14日，宣布追加6集至全季集數19集。[8] 2017年1月6日，宣布再追加3集至常規全季集數22集。[10]
- 天蠍—2016年11月18日，宣布追加1集集數至25集。[11]

#### The CW
- 明日傳奇—2016年11月9日，宣布追加4集集數至17集。[12]

#### Fox
- 創造歷史（英语：Making History (TV series)）—2016年10月28日，宣布因檔期安排因素，縮減原預訂集數13集至9集。[13]
- 致命武器—2016年10月12日，宣布追加預訂5集至全季集數18集。[14]
- 路西法—2016年10月31日，宣布追加預訂9集至全季集數22集。[15] 2017年3月23日，製作人於個人Twitter上宣布該季第2季集數將縮減至18集，剩餘的4集集數或許會安排在下一季播映。[16]

#### NBC
- 爆笑超市—2016年9月20日，宣布追加預訂9集劇本至22集。[17] 9月23日，宣布追加預訂9集至全季集數22集。[18]
- 這就是我們—2016年9月27日，宣布追加預訂5集至全季集數18集。[19]
- 時空守衛（英语：Timeless (TV series)）—2016年11月1日，宣布追加預訂3集至全季集數16集。[20]

### 續訂

#### ABC
- 20/20—2017年5月16日宣布續訂第39季。[21]
- $100,000金字塔（英语：Pyramid (game show)）—2017年8月6日宣布續訂第3季。[22]
- 神盾局特工—2017年5月11日宣布續訂第5季。[23]
- 美國家庭滑稽錄像—2017年5月12日宣布續訂第28季。[24]
- 美國主婦（英语：American Housewife (2016 TV series)）—2017年5月11日宣布續訂第2季。[23]
- 鑽石求千金—2017年5月11日宣布續訂第22季。[25]
- 千金求鑽石（英语：The Bachelorette）—2017年5月17日宣布續訂第14季。[26]
- 黑人當道—2017年5月10日宣布續訂第4季。[27][28]
- 豪門問一番（英语：Celebrity Family Feud）—2017年8月6日宣布續訂第5季。[22]
- 與星共舞—2017年5月11日宣布續訂第25季。[25]
- 指定倖存者—2017年5月11日宣布續訂第2季。[23]
- 菜鳥新移民—2017年5月12日宣布續訂第4季。[29]
- 金色年代（英语：The Goldbergs (2013 TV series)）—2017年5月11日宣布續訂第5–6季。[30]
- 銅鑼秀（英语：The Gong Show）—2018年1月8日宣布續訂第2季。[31]
- 實習醫生—2017年2月10日宣布續訂第14季。[32]
- 逍遙法外—2017年2月10日宣布續訂第4季。[32]
- 匹配遊戲（英语：Match Game）—2017年8月6日宣布續訂第3季。[22]
- 左右不逢源—2017年1月25日宣布續訂第9季。[33]
- 摩登家庭—2017年5月10日宣布續訂第9–10季。[34]
- 童話鎮—2017年5月11日宣布續訂第7季。[35]
- 諜網—2017年5月15日宣布續訂第3季。[36]
- 醜聞—2017年2月10日宣布續訂第7季。[32]
- 無言有愛（英语：Speechless (TV series)）—2017年5月12日宣布續訂第2季。[29]
- 創智贏家—2017年5月11日宣布續訂第9季。[25]
- 說實話（英语：To Tell the Truth）—2017年5月16日宣布續訂第3季。[21]
- 玩具盒（英语：The Toy Box）—2017年6月16日宣布續訂第2季。[37]

#### CBS
- 48小时（英语：48 Hours (TV series)）—2017年3月23日宣布續訂第30季。[38]
- 60分鐘—2017年3月23日宣布續訂第50季。[38]
- 極速前進—2017年5月13日宣布續訂第30季。[39]
- 生活大爆炸—2017年3月20日宣布續訂第11–12季。[40]
- 老大哥—2016年8月10日宣布續訂第20季。[41]
- 警察世家—2017年3月23日宣布續訂第8季。[38]
- 律政狂牛—2017年3月23日宣布續訂第2季。[38]
- 黑色代碼—2017年5月14日宣布續訂第3季。[42]
- 犯罪心理—2017年4月7日宣布續訂第13季。[43]
- 基本演繹法—2017年5月13日宣布續訂第6季。[39]
- 天堂執法者—2017年3月23日宣布續訂第8季。[38]
- 退休警察煩事多（英语：Kevin Can Wait）—2017年3月23日宣布續訂第2季。[38]
- 生活點滴—2017年3月23日宣布續訂第3季。[38]
- 馬蓋先—2017年3月23日宣布續訂第2季。[38]
- 國務卿女士—2017年3月23日宣布續訂第4季。[38]
- 一家之主—2017年3月23日宣布續訂第2季。[38]
- 極品老媽—2017年3月23日宣布續訂第5季。[38]
- 重返犯罪現場—2016年2月29日宣布續訂第15季。[44]
- 重返犯罪現場：洛杉磯—2017年3月23日宣布續訂第9季。[38]
- 重返犯罪現場：新奧爾良—2017年3月23日宣布續訂第4季。[38]
- 救贖談判（英语：Ransom (TV series)）—2017年10月10日宣布續訂第2季。[45]
- 救世（英语：Salvation (TV series)）—2017年10月18日宣布續訂第2季。[46]
- 天蠍—2017年3月23日宣布續訂第4季。[38]
- 非常甜圈日記（英语：Superior Donuts (TV series)）—2017年3月23日宣布續訂第2季。[38]
- 倖存者（英语：Survivor (U.S. TV series)）—2017年3月23日宣布續訂第35季。[38]
- 週四橄欖球之夜（英语：Thursday Night Football）—2016年2月1日與NBC共同續訂第4季。[47]

#### The CW
- 地球百子—2017年3月10日宣布續訂第5季。[48]
- 綠箭俠—2017年1月8日宣布續訂第6季。[49]
- 瘋狂前女友—2017年1月8日宣布續訂第3季。[49]
- 閃電俠—2017年1月8日宣布續訂第4季。[49]
- 我是殭屍—2017年5月10日宣布續訂第4季。[50]
- 貞愛好孕到—2017年1月8日宣布續訂第4季。[49]
- 明日傳奇—2017年1月8日宣布續訂第3季。[49]
- 始祖家族—2017年5月10日宣布續訂第5季。[50]
- 河谷鎮—2017年3月7日宣布續訂第2季。[51]
- 女超人—2017年1月8日宣布續訂第3季。[49]
- 邪惡力量—2017年1月8日宣布續訂第13季。[49]

#### Fox
- 好歌猜猜看（英语：Beat Shazam）—2017年7月12日宣布續訂第2季。[52]
- 開心漢堡店—2015年10月7日宣布續訂第8季。[53]
- 荒唐分局—2017年5月12日宣布續訂第5季。[54]
- 嘻哈帝國—2017年1月11日宣布續訂第4季。[55]
- 大法師—2017年5月12日宣布續訂第2季。[56]
- 蓋酷家庭—2017年5月15日宣布續訂第16季。[57]
- 高譚—2017年5月10日宣布續訂第4季。[58]
- 地獄廚房—2016年9月9日宣布續訂第17–18季。[59]
- 最後一個男人—2017年5月10日宣布續訂第4季。[58]
- 致命武器—2017年2月22日宣布續訂第2季。[60]
- 路西法—2017年2月13日宣布續訂第3季。[61]
- 小小廚神—2017年2月10日宣布續訂第6季。[62]
- 冏女大翻身—2017年2月21日宣布續訂第2季。[63]
- 俏妞報到—2017年5月14日宣布續訂最終季第7季。[64][65][66]
- 辛普森家庭—2016年11月4日宣布續訂第29–30季。[67]
- 舞林爭霸—2018年2月16日宣布續訂第15季。[68]
- 星途—2017年2月22日宣布續訂第2季。[69]

#### NBC
- 美國達人—2018年2月21日宣布續訂第13季。[70]
- 黑名單—2017年5月11日宣布續訂第5季。[71]
- 盲點—2017年5月10日宣布續訂第3季。[72]
- 芝加哥烈焰—2017年5月10日宣布續訂第6季。[73]
- 芝加哥醫情—2017年5月10日宣布續訂第3季。[73]
- 芝加哥警署—2017年5月10日宣布續訂第5季。[73]
- 美國橄欖球之夜（英语：Football Night in America）—2011年12月14日宣布續訂第12季。[74]
- 良善之地—2017年1月30日宣布續訂第2季。[75]
- 老媽實習生—2017年5月11日宣布續訂第2季。[76]
- 好萊塢遊戲夜（英语：Hollywood Game Night）—2018年3月19日宣布續訂第6季。[77]
- 法律與秩序：特殊受害者—2017年5月12日宣布續訂第19季。[78]
- 小小達人秀（英语：Little Big Shots）—2017年5月14日宣布續訂第3季。[79]
- 稚氣爸爸（英语：Marlon (TV series)）—2017年9月29日宣布續訂第2季。[80]
- 午夜德州（英语：Midnight, Texas）—2018年2月14日宣布續訂第2季。[81]
- NBC星期天橄欖球之夜（英语：NBC Sunday Night Football）—2011年12月14日宣布續訂第12季。[74]
- 警魂（英语：Shades of Blue (TV series)）—2017年3月17日宣布續訂第3季。[82]
- 爆笑超市—2017年2月14日宣布續訂第3季。[83]
- 即刻救援（英语：Taken (2016 TV series)）—2017年5月9日宣布續訂第2季。[84]
- 這就是我們—2017年1月18日宣布續訂第2–3季。[85]
- 週四橄欖球之夜（英语：Thursday Night Football）—2016年2月1日與CBS共同續訂第4季。[47]
- 時空守衛（英语：Timeless (TV series)）—2017年5月10日宣布取消。[86] 5月13日，在經過利益協商後，宣布起死回生續訂第2季。[87][88]
- 錯亂審判—2017年5月20日宣布續訂第2季。[89]
- 美國之聲—2016年10月18日宣布續訂第12–13季。[90]
- 獎金之牆（英语：The Wall (game show)）—2017年5月14日宣布續訂第3季。[79]
- 舞蹈世界（英语：World of Dance (TV series)）—2017年6月29日宣布續訂第2季。[91]

### 取消與完結

#### ABC
- 美式懸罪—2017年5月11日宣布取消。[92]
- 致命誘惑—2017年5月11日宣布取消。[92]
- 定罪（英语：Conviction (2016 TV series)）—2017年5月12日宣布取消。[93]
- 狗狗的心聲（英语：Downward Dog (TV series)）—2017年6月23日宣布取消。[94]
- 肯醫師煩事多—2017年5月11日宣布取消。[92]
- 幻想瑪莉（英语：Imaginary Mary）—2017年5月11日宣布取消。[92]
- 最後的男人—2017年5月10日宣布取消。[95]
- 頭條製作人（英语：Notorious (2016 TV series)）—2017年5月12日宣布取消。[93]
- 不完美家庭—2017年5月11日宣布取消。[92]
- 秘密與謊言（英语：Secrets and Lies (U.S. TV series)）—2017年5月11日宣布取消。[92]
- 穿越時兇（英语：Time After Time (TV series)）—2017年3月29日，在播出5集後，因收視低迷而自節目表上撤下，正式宣布取消。[96]

#### CBS
- 破產姐妹—2017年5月12日宣布取消。[97]
- 犯罪心理：跨國救援—2017年5月14日宣布取消。[98]
- 律政疑情（英语：Doubt (TV series)）—2017年2月24日，在僅播出2集後，因收視低迷而自節目表上撤下，為本季度首部遭到腰斬的系列。[99] 5月17日正式宣布取消。[100]
- 室內奇兵（英语：The Great Indoors (TV series)）—2017年5月13日宣布取消。[101]
- 單身公寓（英语：The Odd Couple (2015 TV series)）—2017年5月15日宣布取消。[102]
- 天才仁心—2017年5月15日宣布取消。[103]
- 救贖談判（英语：Ransom (TV series)）—2017年5月17日宣布取消。[104]
- 震撼教育（英语：Training Day (TV series)）—2017年5月17日宣布取消。[104]
- 困獸之地—2017年10月23日宣布取消。[105]

#### The CW
- 黑洞頻率—2017年5月8日宣布取消。[106]
- 愛得及時（英语：No Tomorrow (TV series)）—2017年5月8日宣布取消。[106]
- 風中的女王—2016年12月7日宣布第4季為最終季。[107]
- 吸血鬼日記—2016年4月10日，主演宣布第8季為最終季。[108] 7月23日，證實第8季為在The CW播映的最後一季。[109]

#### Fox
- 24反恐任務：傳承（英语：24: Legacy）—2017年6月7日宣布取消。[110]
- APB全面通緝（英语：APB (TV series)）—2017年5月11日宣布取消。[111]
- 識骨尋蹤—2016年2月25日宣布第12季為最終季。[112]
- 創造歷史（英语：Making History (TV series)）—2017年5月11日宣布取消。[111]
- 擲出青春—2017年5月1日宣布取消。[113]
- 羅斯伍德—2017年5月9日宣布取消。[114]
- 尖叫女王—2017年5月15日宣布取消。[115]
- 導火一槍（英语：Shots Fired (TV series)）—2017年5月15日宣布取消。[116]
- 沉睡谷—2017年5月9日宣布取消。[117]
- 佐恩之子—2017年5月11日宣布取消。[111]
- 身在陪審團（英语：You the Jury）—2017年4月24日，在播出2集後，因收視低迷而自節目表上撤下。[118][119]

#### NBC
- 黑名單：贖罪（英语：The Blacklist: Redemption）—2017年5月12日宣布取消。[120]
- 卡米高一家（英语：The Carmichael Show）—2017年6月30日宣布取消。[121]
- 芝加哥正義—2017年5月23日宣布取消。[122]
- 翡翠城（英语：Emerald City (TV series)）—2017年5月4日宣布取消。[123]
- 格林—2016年8月29日宣布第6季為最終季。[124]
- 夜班醫生—2017年10月13日宣布取消。[125]
- 無能為力—2017年4月25日，在僅剩3集未播出的情況下，因收視不佳而自節目表上撤下。[126] 5月11日正式宣布取消。[127]

## 收視率（首播+7）
| 1. NBC星期天橄欖球之夜｜NBC｜6.7 2. 週四橄欖球之夜｜NBC｜5.2 3. 生活大爆炸｜CBS｜4.9 4. 這就是我們｜NBC｜4.8 5. 週四橄欖球之夜｜CBS｜4.8 6. The OT｜FOX｜4.6 7. 嘻哈帝國｜FOX｜4.2 8. 摩登家庭｜ABC｜3.7 9. 美國橄欖球之夜（Pt. 3）｜NBC｜3.6 10. 實習醫生｜ABC｜3.5 11. 鑽石求千金｜ABC｜3.1 12. 美國之聲（週一）｜NBC｜3.0 13. 指定倖存者｜ABC｜2.9 14. 美國之聲（週二）｜NBC｜2.9 15. 逍遙法外｜ABC｜2.6 16. 醜聞｜ABC｜2.6 17. 芝加哥烈焰｜NBC｜2.5 18. 金色年代｜ABC｜2.5 19. 重返犯罪現場｜CBS｜2.5 20. 倖存者｜CBS｜2.5 21. 法律與秩序：特殊受害者｜NBC｜2.4 22. 犯罪心理｜CBS｜2.4 23. 芝加哥警署｜NBC｜2.4 24. 黑人當道｜ABC｜2.4 25. 致命武器｜FOX｜2.4 26. 律政狂牛｜CBS｜2.2 27. 退休警察煩事多｜CBS｜2.2 28. 黑名單｜NBC｜2.1 29. 時空守衛｜NBC｜2.1 30. 芝加哥醫情｜NBC｜2.1 31. 星途｜FOX｜2.1 32. 美國主婦｜ABC｜2.1 33. 左右不逢源｜ABC｜2.1 34. 無言有愛｜ABC｜2.1 35. 與星共舞｜ABC｜2.1 36. 辛普森一家｜FOX｜2.1 37. 天蠍｜CBS｜2.0 38. 蓋酷家庭｜FOX｜2.0 39. 潛行追蹤｜CBS｜2.0 40. 閃電俠｜The CW｜1.9 41. 重返犯罪現場：新奧爾良｜CBS｜1.9 42. 良善之地｜NBC｜1.9 43. 生活點滴｜CBS｜1.9 44. 極品老媽｜CBS｜1.9 45. 週六橄欖球學院戰｜ABC｜1.9 46. 路西法｜FOX｜1.8 47. 警察世家｜CBS｜1.8 48. 天堂執法者｜CBS｜1.8 49. 高譚｜FOX｜1.8 50. 冏女大翻身｜FOX｜1.8 51. 破產姐妹｜CBS｜1.8 52. 重返犯罪現場：洛杉磯｜CBS｜1.8 53. 室內奇兵｜CBS｜1.8 54. 小小達人秀｜NBC｜1.8 55. 60分鐘｜CBS｜1.8 56. 黑色代碼｜CBS｜1.7 57. 越獄｜FOX｜1.7 58. 盲點｜NBC｜1.7 59. 最後的男人｜ABC｜1.7 60. 爆笑超市｜NBC｜1.7 61. 菜鳥新移民｜ABC｜1.7 62. 創智贏家｜ABC｜1.7 63. 神盾局特工｜ABC｜1.6 64. 俏妞報到｜FOX｜1.6 65. 24反恐任務：傳承｜FOX｜1.6 66. 馬蓋先｜CBS｜1.6 67. 地獄廚房｜FOX｜1.6 68. 芝加哥正義｜NBC｜1.6 69. 獎金之牆｜NBC｜1.6 70. 美國橄欖球之夜（Pt. 2）｜NBC｜1.6 71. 極速前進｜CBS｜1.5 72. 童話鎮｜ABC｜1.5 73. 一家之主｜CBS｜1.5 74. 諜網｜ABC｜1.4 75. 秘密與謊言｜ABC｜1.4 76. 識骨尋蹤｜FOX｜1.4 77. 荒唐分局｜FOX｜1.4 78. 擲出青春｜FOX｜1.4 79. 格林｜NBC｜1.4 80. 警魂｜NBC｜1.4 81. 頭條製作人｜ABC｜1.4 82. 天才仁心｜CBS｜1.4 83. 最後一個男人｜FOX｜1.4 84. 小小廚神｜FOX｜1.4 85. 非常甜圈日記｜CBS｜1.4 86. 佐恩之子｜FOX｜1.4 87. 犯罪心理：跨國救援｜CBS｜1.3 88. APB全面通緝｜FOX｜1.3 89. 不完美家庭｜ABC｜1.3 90. 國務卿女士｜CBS｜1.3 91. 開心漢堡店｜FOX｜1.3 92. 單身公寓（週四）｜CBS｜1.3 93. 即刻救援｜NBC｜1.3 94. 新飛黃騰達｜NBC｜1.3 95. 基本演繹法｜CBS｜1.2 96. 定罪｜ABC｜1.2 97. 女超人｜CBS｜1.2 98. 大法師｜FOX｜1.2 99. 翡翠城｜NBC｜1.2 100. 黑名單：贖罪｜NBC｜1.2 101. 肯醫師煩事多｜ABC｜1.2 102. 佳節烘培秀｜ABC｜1.2 103. 導火一槍｜FOX｜1.2 104. 錯亂審判｜NBC｜1.2 105. 日界線（週五）｜NBC｜1.2 106. 綠箭俠｜The CW｜1.1 107. 明日傳奇｜The CW｜1.1 108. 致命誘惑｜ABC｜1.1 109. 幻想瑪莉｜ABC｜1.1 110. 20/20｜ABC｜1.1 111. 匹配遊戲｜ABC｜1.1 112. 臥底老闆｜CBS｜1.1 113. 邪惡力量｜The CW｜1.0 114. 尖叫女王｜FOX｜1.0 115. 羅斯伍德｜FOX｜1.0 116. 無能為力｜NBC｜1.0 117. 美國家庭滑稽錄像｜ABC｜1.0 118. 說實話｜ABC｜1.0 119. NBA週六賽黃金時段｜ABC｜1.0 120. 沉睡谷｜FOX｜0.9 121. 律政疑情｜CBS｜0.9 122. 初見鍾情｜NBC｜0.9 123. 老媽實習生｜NBC｜0.9 124. 我的廚房我做主｜FOX｜0.9 125. 吸血鬼日記｜The CW｜0.8 126. 穿越時兇｜ABC｜0.8 127. 48小时｜CBS｜0.8 128. 創造歷史｜FOX｜0.8 129. 日界線週六神秘夜｜NBC｜0.8 130. 我是殭屍｜The CW｜0.7 131. 貞愛好孕到｜The CW｜0.7 132. 美式懸罪｜ABC｜0.7 133. 河谷鎮｜The CW｜0.7 134. 震撼教育｜CBS｜0.7 135. 玩具盒｜ABC｜0.7 136. 叢林求生戰｜FOX｜0.7 137. FOX橄欖球學院戰｜FOX｜0.7 138. 奇聞妙事全記錄｜NBC｜0.7 139. 地球百子｜The CW｜0.6 140. 始祖家族｜The CW｜0.6 141. 救贖談判｜CBS｜0.6 142. 人物雜誌之星｜ABC｜0.6 143. NBA Countdown｜ABC｜0.5 144. 風中的女王｜The CW｜0.4 145. 黑洞頻率｜The CW｜0.4 146. 身在陪審團｜FOX｜0.4 147. 瘋狂前女友｜The CW｜0.3 148. 愛得及時｜The CW｜0.3 - 來源： | 1. NBC星期天橄欖球之夜｜NBC｜19.75 2. 生活大爆炸｜CBS｜19.03 3. 重返犯罪現場｜CBS｜18.34 4. 週四橄欖球之夜｜NBC｜17.11 5. 律政狂牛｜CBS｜15.34 6. 這就是我們｜NBC｜15.30 7. 週四橄欖球之夜｜CBS｜14.60 8. 警察世家｜CBS｜14.07 9. The OT｜FOX｜13.62 10. 重返犯罪現場：新奧爾良｜CBS｜13.40 11. 重返犯罪現場：洛杉磯｜CBS｜12.53 12. 美國之聲（週一）｜NBC｜12.49 13. 與星共舞｜ABC｜12.45 14. 60分鐘｜CBS｜12.43 15. 美國之聲（週二）｜NBC｜12.31 16. 天堂執法者｜CBS｜12.16 17. 指定倖存者｜ABC｜12.02 18. 實習醫生｜ABC｜11.23 19. 國務卿女士｜CBS｜11.06 20. 嘻哈帝國｜FOX｜11.02 21. 犯罪心理｜CBS｜10.90 22. 美國橄欖球之夜（Pt. 3）｜NBC｜10.84 23. 摩登家庭｜ABC｜10.73 24. 天蠍｜CBS｜10.70 25. 芝加哥烈焰｜NBC｜10.66 26. 倖存者｜CBS｜10.51 27. 小小達人秀｜NBC｜10.35 28. 芝加哥警署｜NBC｜10.15 29. 芝加哥醫情｜NBC｜9.91 30. 馬蓋先｜CBS｜9.80 31. 黑名單｜NBC｜9.65 32. 極品老媽｜CBS｜9.44 33. 退休警察煩事多｜CBS｜9.25 34. 黑色代碼｜CBS｜9.24 35. 致命武器｜FOX｜9.18 36. 鑽石求千金｜ABC｜9.00 37. 法律與秩序：特殊受害者｜NBC｜8.78 38. 醜聞｜ABC｜8.58 39. 芝加哥正義｜NBC｜8.48 40. 室內奇兵｜CBS｜8.39 41. 最後的男人｜ABC｜8.33 42. 生活點滴｜CBS｜8.17 43. 時空守衛｜NBC｜7.99 44. 天才仁心｜CBS｜7.94 45. 逍遙法外｜ABC｜7.91 46. 左右不逢源｜ABC｜7.76 47. 金色年代｜ABC｜7.75 48. 基本演繹法｜CBS｜7.56 49. 一家之主｜CBS｜7.44 50. 黑人當道｜ABC｜7.37 51. 非常甜圈日記｜CBS｜7.29 52. 潛行追蹤｜CBS｜7.26 53. 盲點｜NBC｜7.20 54. 破產姐妹｜CBS｜7.03 55. 警魂｜NBC｜7.02 56. 犯罪心理：跨國救援｜CBS｜7.00 57. 美國主婦｜ABC｜6.98 58. 即刻救援｜NBC｜6.93 59. 無言有愛｜ABC｜6.92 60. 律政疑情｜CBS｜6.80 61. 創智贏家｜ABC｜6.59 62. 獎金之牆｜NBC｜6.49 63. 臥底老闆｜CBS｜6.41 64. 極速前進｜CBS｜6.33 65. 黑名單：贖罪｜NBC｜6.23 66. 週六橄欖球學院戰｜ABC｜6.13 67. 頭條製作人｜ABC｜6.09 68. 24反恐任務：傳承｜FOX｜6.08 69. 格林｜NBC｜6.07 70. 良善之地｜NBC｜6.02 71. 單身公寓（週四）｜CBS｜5.99 72. 星途｜FOX｜5.98 73. 路西法｜FOX｜5.96 74. 日界線（週五）｜NBC｜5.88 75. 定罪｜ABC｜5.74 76. 識骨尋蹤｜FOX｜5.54 77. 美國家庭滑稽錄像｜ABC｜5.46 78. 秘密與謊言｜ABC｜5.29 79. 肯醫師煩事多｜ABC｜5.27 80. 20/20｜ABC｜5.26 81. 爆笑超市｜NBC｜5.21 82. 美國橄欖球之夜（Pt. 2）｜NBC｜5.20 83. APB全面通緝｜FOX｜5.20 84. 高譚｜FOX｜5.16 85. 菜鳥新移民｜ABC｜5.08 86. 佳節烘培秀｜ABC｜5.03 87. 錯亂審判｜NBC｜4.93 88. 48小时｜CBS｜4.88 89. 致命誘惑｜ABC｜4.86 90. 辛普森一家｜FOX｜4.84 91. 新飛黃騰達｜NBC｜4.82 92. 地獄廚房｜FOX｜4.78 93. 諜網｜ABC｜4.77 94. 閃電俠｜The CW｜4.72 95. 小小廚神｜FOX｜4.72 96. 說實話｜ABC｜4.71 97. 擲出青春｜FOX｜4.68 98. 導火一槍｜FOX｜4.66 99. 冏女大翻身｜FOX｜4.64 100. 翡翠城｜NBC｜4.61 101. 震撼教育｜CBS｜4.56 102. 日界線週六神秘夜｜NBC｜4.56 103. 童話鎮｜ABC｜4.50 104. 神盾局特工｜ABC｜4.40 105. 羅斯伍德｜FOX｜4.36 106. 救贖談判｜CBS｜4.35 107. 匹配遊戲｜ABC｜4.30 108. 越獄｜FOX｜4.25 109. 蓋酷家庭｜FOX｜3.99 110. 初見鍾情｜NBC｜3.94 111. 不完美家庭｜ABC｜3.94 112. 幻想瑪莉｜ABC｜3.80 113. 女超人｜CBS｜3.75 114. 老媽實習生｜NBC｜3.73 115. 美式懸罪｜ABC｜3.33 116. 最後一個男人｜FOX｜3.29 117. 沉睡谷｜FOX｜3.29 118. 穿越時兇｜ABC｜3.22 119. 奇聞妙事全記錄｜NBC｜3.20 120. 佐恩之子｜FOX｜3.18 121. 玩具盒｜ABC｜3.18 122. 大法師｜FOX｜3.15 123. 俏妞報到｜FOX｜3.15 124. 荒唐分局｜FOX｜3.02 125. NBA週六賽黃金時段｜ABC｜2.98 126. 明日傳奇｜The CW｜2.92 127. 無能為力｜NBC｜2.88 128. 人物雜誌之星｜ABC｜2.88 129. 開心漢堡店｜FOX｜2.82 130. 綠箭俠｜The CW｜2.81 131. 我的廚房我做主｜FOX｜2.63 132. 邪惡力量｜The CW｜2.62 133. FOX橄欖球學院戰｜FOX｜2.36 134. 尖叫女王｜FOX｜2.28 135. 荒野踢叫｜FOX｜2.22 136. 創造歷史｜FOX｜1.90 137. NBA Countdown｜ABC｜1.89 138. 身在陪審團｜FOX｜1.77 139. 河谷鎮｜The CW｜1.73 140. 吸血鬼日記｜The CW｜1.71 141. 貞愛好孕到｜The CW｜1.65 142. 地球百子｜The CW｜1.63 143. 始祖家族｜The CW｜1.58 144. 我是殭屍｜The CW｜1.56 145. 黑洞頻率｜The CW｜1.52 146. 風中的女王｜The CW｜1.23 147. 愛得及時｜The CW｜1.02 148. 瘋狂前女友｜The CW｜0.75 - 來源： |